# Karl Michaëlsson

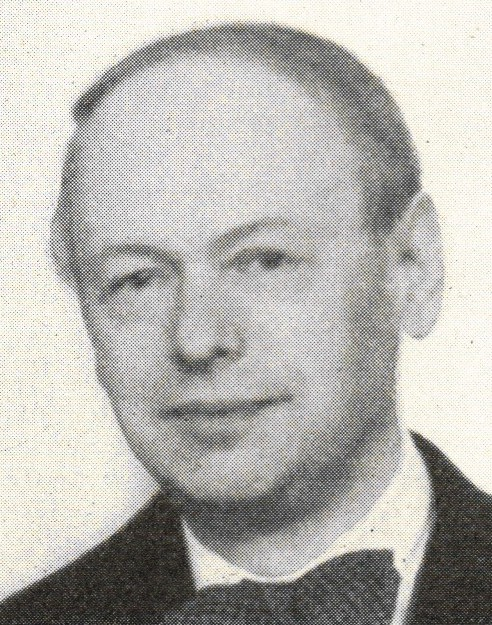
Karl Michaëlsson

Karl Michaëlsson (* 23. Juni 1890 in Stockholm; † 31. Dezember 1961 in Göteborg-Johanneberg) war ein schwedischer Romanist.

## Leben und Werk
Michaëlsson promovierte 1927 in Uppsala mit Études sur les noms de personne français d'après les rôles de taille parisiens: (rôles de 1292, 1296-1300, 1313). 1 (2 Bde., Uppsala 1927–1936). Er lehrte ab 1929 an der Universität Göteborg, von 1937 bis 1957 als ordentlicher Professor für Romanische Sprachen.
Michaëlsson war Ehrendoktor der Universitäten Paris und Lyon (1949).

## Weitere Werke
- Det franska språkets klarhet. Stockholm 1938.
- Det franska språket. En karakteristik. Två radioföredrag. Göteborg 1944.
- (Hrsg.) Le livre de la taille de Paris. L’an de grace 1313. Göteborg 1951.
- (Hrsg.) Le livre de la taille de Paris l’an 1296. Göteborg 1958.
- (Hrsg.) Le livre de la taille de Paris l’an 1297. Stockholm 1962.